# 1466-os busz
Az 1466-os jelzésű autóbuszvonal távolsági autóbuszjárat Szolnok és Eger között, melyet a Volánbusz Zrt. lát el.

## Közlekedése
A járat Szolnokot és Egert köti össze. Menetideje Eger felé 3 óra 18 perc, Szolnok felé munkaszüneti napok kivételével naponta 3 óra 15 perc, munkaszüneti napokon 3 óra 10 perc. A járat Jászberény érintésével közlekedik, betér több település autóbusz-állomására, megáll kisebb községek, települések autóbusz-várótermeinél, központjában is.
Naponta egy járatpár szállítja az utasokat.

## Megállóhelyei
| 0  | Szolnok, autóbusz-állomás végállomás  | 45 | 3, 10, 10A, 12, 12A, 15, 20, 21, 21A, 22, 22A, 23, 23A, 24, 24A, 25, 25A, 32, 33, 35, 36, 44 532, 533, 534, 538, 553 1077, 1377, 1464, 1468, 1469, 1515, 1517, 1518 3617, 4600, 4601, 4602, 4603, 4605, 4606, 4607, 4608, 4609, 4610, 4611, 4612, 4613, 4614, 4616, 4617, 4618, 4619, 4620, 4621, 4622, 4623, 4630, 4632 |
| ∫  | Szolnok, McDonalds Étterem            | 44 | 3, 10, 10A, 12, 12A, 15, 20, 21, 21A, 22, 22A, 23, 23A, 24, 24A, 25, 32, 34B, 35, 36, 44 3617, 4600, 4601, 4603 |
| 1  | Szolnok, TIGÁZ                        | 43 | 10, 10A, 12, 12A, 15, 20, 21, 21A, 22, 22A, 23, 23A, 23E, 24, 24A, 25, 25A, 36 1469, 1515 3617, 4600, 4601, 4602, 4603 |
| 2  | Szolnok, Szoltisz                     | 42 | 10, 10A, 12, 12A, 31 1469, 1515 3617, 4600, 4601, 4602, 4603 |
| 3  | Zagyvarékas, vasútállomás bejárati út | 41 | 1515 4600, 4601, 4603 S60, G60, Z60, S820, személyvonat |
| 4  | Zagyvarékas, Községháza               | 40 | 1469, 1515 4600, 4601, 4602, 4603 |
| 5  | Újszász, Zagyva-híd                   | 39 | 1469, 1515 3617, 4601, 4602, 4603, 4660 |
| 6  | Szászberek, Kossuth út                | 38 | 1469, 1515 3617, 4601, 4602, 4603, 4660 |
| 7  | Szászberek, akkumulátor gyár          | 37 | 1469 3617, 4601, 4602, 4660 |
| 8  | Jászalsószentgyörgy, újtelep          | 36 | 1469 4601, 4660 |
| 9  | Jászalsószentgyörgy, községháza       | 35 | 1078, 1469, 1515 3617, 4601, 4602, 4659, 4660, 4662 |
| 10 | Jánoshida, Túláti elágazás            | 34 | 1078, 1469, 1515 3617, 4601, 4602, 4660, 4662, 4663 |
| 11 | Alattyán, községháza                  | 33 | 1078, 1469, 1515 3617, 4601, 4602, 4660, 4662, 4663 |
| 12 | Pusztamizsei elágazás                 | 32 | 1469, 1515 3617, 4601, 4602, 4660, 4662, 4663 |
| 13 | Jásztelek, községháza                 | 31 | 1078, 1469, 1515 3617, 4601, 4602, 4660, 4662, 4663 |
| 14 | Jászberény, jászteleki elágazás       | 30 | 1 1070, 1075, 1077, 1078, 1443, 1469, 1515 3424, 3669, 4601, 4602, 4653, 4654, 4655, 4659, 4660, 4662, 4663 |
| 15 | Jászberény, autóbusz-állomás          | 29 | 1, 2A 498, 499, 503, 523 1070, 1075, 1076, 1077, 1078, 1348, 1362, 1376, 1443, 1469, 1515 3443, 3617, 3667, 3669, 3671, 4601, 4602, 4650, 4651, 4653, 4654, 4655, 4659, 4660, 4662, 4663, 4681, 4686 |
| 16 | Jászberény, jászteleki elágazás       | 28 | 1 1070, 1075, 1077, 1078, 1443, 1469, 1515 3424, 3669, 4601, 4602, 4653, 4654, 4655, 4659, 4660, 4662, 4663 |
| 17 | Jászjákóhalma, községháza             | 27 | 1070, 1075, 1076, 1077, 1362, 1376, 1443 3424, 3443, 3669, 4653, 4654, 4655, 4659 |
| 18 | Jászjákóhalma, TÜZÉP                  | 26 | 1070, 1075, 1076, 1077 3424, 3443, 3669, 4653, 4654, 4655, 4659 |
| 19 | Kapitányrét                           | 25 | 1070, 1075 3424, 3443, 3669, 4655, 4658, 4659 |
| 20 | Budai tanya                           | 24 | 1077 3424, 3443, 3669, 4655, 4658, 4659 |
| 21 | Mezőgazdasági tanüzem                 | 23 | 1070, 1075, 1077 3424, 3443, 3669, 4655, 4658, 4659 |
| 22 | Jászapáti, autóbusz-állomás           | 22 | 1070, 1075, 1076, 1077, 1362, 1376, 1443, 1517 3424, 3443, 3669, 4603, 4655, 4657, 4658, 4659, 4661 |
| 23 | Jászapáti, Vasút út                   | 21 | 1075, 1362 3443, 3669, 4603, 4655, 4657, 4658, 4659 |
| 24 | Jásziványi, elágazás                  | 20 | 1075 3443, 3669, 4603, 4657 |
| 25 | 104-es km kő                          | 19 | |
| 26 | Heves, Pusztacsász                    | 18 | 1075, 1517 3424, 3443, 3669 |
| 27 | Heves, Szociális Otthon               | 17 | 1075, 1517 3424, 3443, 3669 |
| 28 | Heves, autóbusz-állomás               | 16 | 1066, 1067, 1068, 1069, 1075, 1362, 1376, 1443, 1517 3424, 3434, 3441, 3442, 3443, 3444, 3550, 3560, 3561, 3562, 3665, 3666, 3669, 3670, 3689, 3695 |
| 29 | Heves, Hősök tere                     | 15 | 1066, 1067, 1068, 1069, 1362, 1376, 1443, 1517 3424, 3434, 3441, 3442, 3443, 3444, 3550, 3560, 3561, 3562, 3665, 3666, 3670, 3689, 3695 |
| 30 | Heves, Tópart                         | 14 | 1067 3424, 3434, 3441, 3442, 3443, 3550, 3561, 3562 |
| 31 | Heves, Vasútállomás bejárati út       | 13 | 1067, 1075 3424, 3434, 3441, 3442, 3443, 3550, 3561, 3562 személyvonat |
| 32 | Átány, átányi elágazás                | 12 | 1067, 1075 3424, 3434, 3441, 3442, 3443, 3550, 3561, 3562 |
| 33 | Tenk, Központ                         | 11 | 1067, 1362, 1376, 1517 3424, 3441, 3442, 3443, 3450 |
| 34 | Dormánd, 31-es út 2-es km kő          | 10 | 1517 3424 |
| 35 | Dormánd, hevesi elágazás              | 9  | 1362, 1376, 1517 3424 |
| 36 | Füzesabony, Vasútállomás bejárati út  | 8  | 1343 3405, 3423, 3424, 3426, 3430, 3431, 3432, 3433, 3434, 3436, 3450, 3500, 3511, 4014 |
| 37 | Füzesabony, Vasútállomás              | 7  | 1343, 1346, 1362, 1376, 1517 3405, 3423, 3424, 3426, 3430, 3431, 3432, 3433, 3434, 3436, 3450, 3500, 3511, 4014 személyvonat, S80, Tisza-tó sebesvonat, Ezüstpart expresszvonat, Agria InterRégió, InterRégió, Tokaj InterCity, Füzér InterCity, Borsod InterCity, Hámor InterCity |
| 38 | Füzesabony, Vasútállomás bejárati út  | 6  | 1343 3405, 3423, 3424, 3426, 3430, 3431, 3432, 3433, 3434, 3436, 3450, 3500, 3511, 4014 |
| 39 | Füzesabony, Pusztaszikszó             | 5  | 3423, 3424, 3430, 3431, 3432, 3433, 3434, 3450 |
| 40 | Kerecsend, Fő út 60.                  | 4  | 1050, 1054, 1343, 1348, 1362, 1402, 1427, 1517 3423, 3424, 3430, 3431, 3432, 3433, 3434, 3440, 3441, 3442, 3443, 3444, 3445, 3446, 3448, 3450, 3667 |
| 41 | Eger, Olajmezők                       | 3  | 3430, 3431, 3433, 3434, 3440, 3441, 3442, 3443 |
| 42 | Eger, Tompa utca                      | 2  | 3, 3A, 6, 11, 12, 13, 14, 16, 914 1050, 1051, 1053, 1054, 1343, 1348, 1362, 1380, 1402, 1427, 1517 3400, 3402, 3408, 3410, 3411, 3414, 3423, 3424, 3426, 3430, 3431, 3432, 3433, 3434, 3435, 3436, 3440, 3441, 3442, 3443, 3444, 3445, 3446, 3448, 3472, 3479, 3482, 3484, 3667, 4015, 4157 |
| 43 | Eger, Vasútállomás bejárati út        | 1  | 11, 12, 13, 14 1050, 1051, 1053, 1054, 1343, 1346, 1348, 1362, 1380, 1402, 1427, 1517 3400, 3402, 3408, 3410, 3411, 3414, 3423, 3424, 3426, 3430, 3431, 3432, 3433, 3434, 3435, 3436, 3440, 3441, 3442, 3443, 3444, 3445, 3446, 3448, 3472, 3479, 3482, 3484, 3667, 4015, 4157 személyvonat, Agria InterRégió |
| 44 | Eger, autóbusz-állomás végállomás     | 0  | 2, 2A, 4, 5, 5A, 6, 7, 7A, 11, 12, 14, 16, 17, 914 1049, 1050, 1051, 1052, 1053, 1054, 1343, 1344, 1346, 1347, 1348, 1349, 1351, 1352, 1354, 1362, 1380, 1383, 1402, 1426, 1427, 1447, 1448, 1468, 1517 3400, 3402, 3403, 3404, 3405, 3405, 3406, 3407, 3408, 3409, 3410, 3411, 3412, 3414, 3415, 3416, 3417, 3418, 3419, 3420, 3423, 3424, 3426, 3430, 3431, 3432, 3433, 3434, 3435, 3436, 3440, 3441, 3442, 3443, 3444, 3445, 3446, 3448, 3450, 3455, 3456, 3457, 3458, 3462, 3469, 3470, 3471, 3472, 3473, 3474, 3476, 3479, 3480, 3481, 3482, 3483, 3484, 3488, 3604, 3660, 3667, 4012, 4014, 4015, 4018, 4021, 4157 |